# La Haye-Malherbe
 La Haye-Malherbe  es una población y comuna francesa, en la región de Alta Normandía, departamento de Eure, en el distrito de Les Andelys y cantón de Louviers-Sud.

## Demografía
| 1049 | 1046 | 1087 | 1218 | 1395 | 1450 |
| Para los censos de 1962 a 1999 la población legal corresponde a la población sin duplicidades (Fuente: INSEE [Consultar]) |      |      |      |      |      |